# My Awkward Sexual Adventure
Pour plus de détails, voir Fiche technique et Distribution.
My Awkward Sexual Adventure est une comédie érotique canadienne réalisée par Sean Garrity et sorti en 2013.

## Synopsis
Jordan est aux petits soins pour sa petite amie Rachel, mais celle-ci ne peut plus le supporter au lit. Après une séance où elle s'endort pendant un rapport sexuel, elle décide de quitter Jordan.
Jordan n'accepte au premier abord pas la rupture. De Winnipeg, il part pour Toronto et y rencontre son copain Dandak, mais il reste obsédé par Rachel et cherche désespérément à trouver le moyen de la reconquérir. Il a l'idée de se prendre en photo avec d'autres filles et de les envoyer à Rachel pour la rendre jalouse. Après plusieurs tentatives infructueuses, il passe par un club de strip-tease « Beauty and the Beast » (la belle et la bête) où il se soûle. Le videur le balance dans les poubelles de la boîte.
Julia, strip-teaseuse au Beauty and the Beast, passe en sortant près des poubelles et, puisqu'il neige, décide de le ramener chez elle pour passer la nuit. Au matin, ils font connaissance et Julia accepte de poser avec lui dans une pose très sexy pour rendre jalouse Rachel.
Mais Rachel ne tombe pas dans le panneau et Jordan se dit qu'il faut qu'il améliore ses performances sexuelles. Avec Julia, criblée de dettes, ils décident de faire un marché : il gère le redressement de son budget tandis qu'elle devient son mentor, son « yoda » sexuel.
Ses cours se feront en cinq leçons :
- Leçon 1 : Séance de massage
- Leçon 2 : Mots cochons
- Leçon 3 : Confronter ses complexes
- Leçon 4 : Faire l'aggresseur
- Leçon 5 : Cunnilingus pour débutants

## Fiche technique
- Titre original : My Awkward Sexual Adventure
- Titre espagnol : Mi gran aventura sexual
- Titre allemand : Sex-up your life
- Réalisation : Sean Garrity
- Scénario : Jonas Chernick
- Production : Julijette
Banana-Moon Sky Films
Kosher Sexy Films
- Distribution : Phase 4 Films (Canada)
Eurovideo (Allemagne)
- Pays d’origine : Canada
- Langue : anglais
- Genre : Comédie romantique
- Durée : 98 minutes
- Lieux de tournage : Winnipeg, Toronto.
- Dates de sortie : 11 septembre 2012 : Festival international du film de Toronto (Canada)
17 novembre 2012 : Festival international du film de Mar del Plata (Argentine)
25 janvier 2013 : Festival international du film de Santa Barbara (États-Unis)
19 avril 2013 : sortie limitée nationale au Canada
23 mai 2013 : sortie DVD en Allemagne

## Distribution
- Jonas Chernick : Jordan Abrams
- Emily Hampshire : Julia Bowe
- Sarah Manninen : Rachel Stern
- Vik Sahay : Dandak Sajal
- Melissa Marie Elias : Reshma
- Marina Stephenson Kerr : Ruth
- Mike Bell : Naked Tom
- Andrea del Campo : Sapphire
- Onalee Ames : Gypsy l'effeuilleuse
- Randy Apostle : Rabbi Finklestein
- Dean Harder : Directeur de banque
- Tamara Gorski : Tanya
- Sarah Constible : Kelly
- Jessica Burleson : Melanie
- Stephen Eric McIntyre : Spike le videur
- Gord Tanner : L'employé de l'aéroport
- Curt Keilback : Le journaliste
- Ryan Miller : Le travesti
- Alan Castanage : Le barman
- Steed Crandell : Propriétaire du salon de massage
- Aisha Alfa : jeune femme

## Accueil critique
Le film reçoit une note de 71 % sur Rotten Tomatoes.
- « [...] L'ensemble [...] est assez amusant [...mais] malheureusement, au moment où l’on souhaiterait que la comédie assume la petite folie qu’elle semble vouloir s’insuffler en passant à la vitesse supérieure, le rythme diminue et My Awkward Sexual Adventure se transforme en comédie sentimentale sans surprise. Par conséquent, après nous avoir amusés un temps, le film s’éternise sans tenir sa promesse. » selon Jean-Marie Lanlo de Cinefilic [3]
- « [...] pour un film sur le sexe, il y en a peu. Il s'agit plutôt d'un film sur l'amour, l'estime de soi et l'effet que les relations ont sur nous sur le long terme. Et vu de cet angle-là, c'est un assez bon film. C'est drôle (une des scénes m'a fait rire à pleurer), c'est mignon, ça nous parle, et ça fait l'effet d'une comédie romantique hollywoodienne. Ce qui est une bonne chose, puisque les canadiens détestent les films qui font canadiens [...] » selon Trista deVries de Tiff [4]
- « Une rare farce sur le sexe qui est au bout du compte plus adulte qu'adolescente » selon Jason Anderson de The Grid [5]
- « À l'exception de la performance adroite d'Emily Hampshire comme effeuilleuse au cœur tendre et criblée de dettes, My Awkward Sexual Adventure est presque entièrement dénué d'intérêt, sauf bien sûr si vous voulez savoir ce que vient faire un melon cantaloup dans un cours d'éducation sexuelle ! » selon Geoff Pevere dans The Globe and Mail [6]